# Staroec
Staroec (makedonska: Староец) är en ort i Nordmakedonien. Den ligger i kommunen Kičevo, i den västra delen av landet, 70 kilometer sydväst om huvudstaden Skopje. Staroec ligger 607 meter över havet och antalet invånare är 281.